# 안토니 엘랑가
안토니 다비드 유니오르 엘랑가(스웨덴어: Anthony David Junior Elanga, 2002년 4월 27일 ~ )는 스웨덴의 축구 선수로 현재 잉글랜드 프리미어리그의 뉴캐슬 유나이티드에서 윙어로 활동하고 있다.

## 수상

### 클럽
맨체스터 유나이티드
- 잉글랜드 프리미어리그 : 준우승 (2020-21)
- UEFA 유로파리그 : 준우승 (2020-21)
- EFL컵 : 4강 (2020-21), 우승(2022-23)